# دوغلاس ألين بوث
دوغلاس ألين بوث (بالإنجليزية: Sir Douglas Allen Booth, 3rd Baronet)‏ هو منتج تلفزيوني وكاتب أمريكي، ولد في 2 ديسمبر 1949 في كاليفورنيا في الولايات المتحدة.

## وصلات خارجية
- دوغلاس ألين بوث على موقع IMDb (الإنجليزية)